# Cinigiano
Cinigiano è un comune italiano di 2 421 abitanti della provincia di Grosseto in Toscana.

## Geografia fisica

### Territorio
Il territorio comunale di Cinigiano si estende per oltre 160 km² nell'entroterra della provincia di Grosseto, tra la Valle dell'Ombrone, il tratto terminale della Val d'Orcia e le pendici occidentali del cono vulcanico del Monte Amiata. Confina a nord con il comune di Montalcino e la provincia di Siena, ove il fiume Orcia segna i limiti amministrativi, a est con il comune di Castel del Piano, a sud-est con il comune di Arcidosso, a sud-ovest con il comune di Campagnatico e a nord-ovest con il comune di Civitella Paganico.
Il territorio si estende da quote pressoché pianeggianti, con un'altitudine minima attorno ai 100 metri s.l.m., presso il corso dei fiumi Ombrone ed Orcia nella parte occidentale e settentrionale del territorio comunale, mentre a est e a sud tende ad essere interessato da altitudini collinari e montuose, che culminano presso Poggio all'Olmo a quote di poco superiori ai 1.000 metri s.l.m.; relativamente ai centri abitati, la frazione di Sasso d'Ombrone si trova alla quota di 160 metri s.l.m., mentre quella di Monticello Amiata fa segnare la quota di 734 metri s.l.m., risultando pertanto la frazione comunale più elevata.
- Classificazione sismica: zona 3 (sismicità bassa), Ordinanza PCM 3274 del 20/03/2003

### Clima
Il clima che interessa il territorio comunale presenta elementi microclimatici alquanto variabili, in funzione dell'altitudine, dell'esposizione e dell'orografia.
I 1972 gradi giorno registrati nel centro di Cinigiano includono l'intero territorio comunale in zona D, con possibilità di accensione dei termosifoni per un massimo di 12 ore giornaliere nel periodo 1º novembre-15 aprile.
In base ai dati medi disponibili per il trentennio 1951-1980, di seguito riportati nella tabella, per l'unica stazione meteorologica situata all'interno del territorio comunale e ubicata presso il centro di Cinigiano, la temperatura media annua si aggira sui +13,8 °C a 324 metri s.l.m., mentre le precipitazioni medie annue risultano relativamente contenute con poco più di 700 mm. Vista la conformazione del territorio comunale, non sono da escludersi valori termometrici medi superiori e valori pluviometrici medi inferiori nell'area settentrionale del territorio comunale, in prossimità del corso del fiume Orcia, mentre temperature mediamente inferiori e accumuli pluviometrici sensibilmente maggiori sono possibili nella parte orientale e meridionale del territorio, ove inizia a farsi sentire l'effetto stau dovuto alla vicinanza di elevate vette verso est e la maggiore probabilità di sviluppo di temporali termoconvettivi nei mesi più caldi dell'anno. Altresì, nella parte pianeggiante del territorio comunale, vista la lontananza del mare, sono possibili accentuate escursioni termiche, con temperature minime invernali talvolta rigide per l'inversione termica e temperature massime estive elevatissime.
| Località  | altitudine       | temperatura media annua | precipitazioni medie annue | media di riferimento |
| --------- | ---------------- | ----------------------- | -------------------------- | -------------------- |
| Cinigiano | 324 metri s.l.m. | 13,8 °C                 | 711 mm                     | 1951-1980            |

- Classificazione climatica: zona D, 1972 GG
- Diffusività atmosferica: media, Ibimet CNR 2002

## Storia
Cinigiano si è sviluppato intorno ad un castello medievale nel XII secolo. Il territorio dell'attuale comune era posto sotto l'autorità dei discendenti di Bernardino di Cinigiano, vassalli dei potenti conti Aldobrandeschi del ramo di Santa Fiora. Nel 1254, il casato cedette l'accomandigia del castello e dei domini terrieri al comune di Siena. Tuttavia i signori di Cinigiano continuarono ad esercitare un potere assoluto nei confronti delle popolazioni locali, mentre la loro fedeltà a Siena sembra fosse incerta e nel 1278 i Senesi misero al bando l'ultimo di essi, con l'accusa pretestuosa di aver assalito un dignitario ecclesiastico in viaggio verso Viterbo.
Nel Trecento si impadronirono del castello i conti Guidi di Poppi e di Battifolle, da cui Siena riacquistò il possesso del territorio nel 1389, versando una cospicua somma all'allora signore, Francesco di Ugone di Battifolle. Il conte continuò tuttavia ad esercitare il proprio potere, nonostante gli accordi presi, fino a quando nel 1404 non fu scacciato da una rivolta popolare.
A metà del XVI secolo Cinigiano passò insieme a Siena al Granducato di Toscana e nel 1766 Pietro Leopoldo di Lorena trasferì il comune dalla provincia di Siena a quella di Grosseto, nel 1766, alla quale resterà anche dopo l'annessione al Regno d'Italia, avvenuta nel 1859.

### Simboli
Lo stemma e il gonfalone sono stati concessi con decreto del presidente della Repubblica del 22 maggio 1970.
Stemma
Gonfalone

## Monumenti e luoghi d'interesse

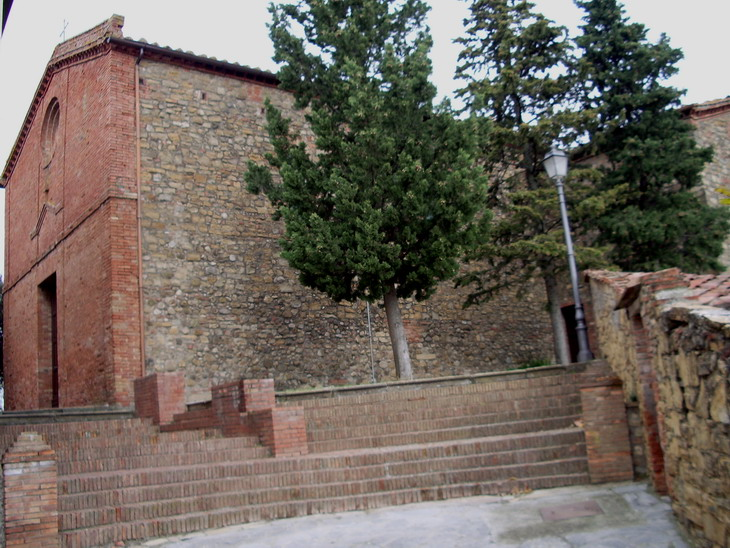
La chiesa di San Michele Arcangelo a Cinigiano

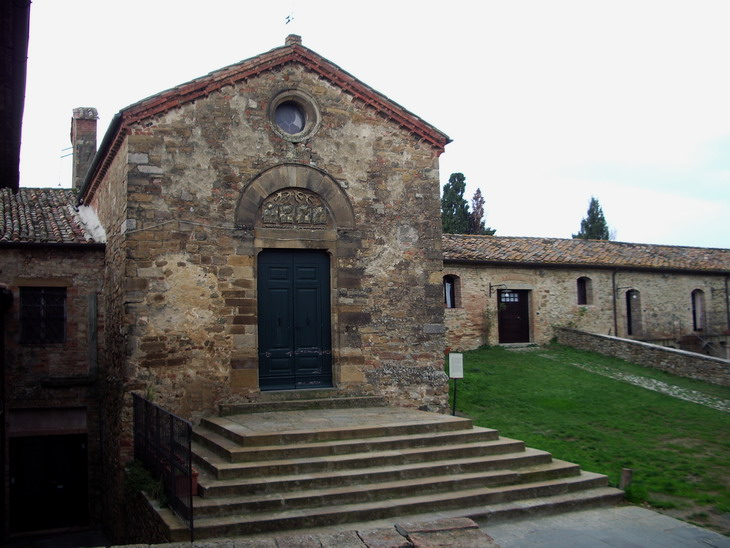
La pieve di San Donato a Porrona

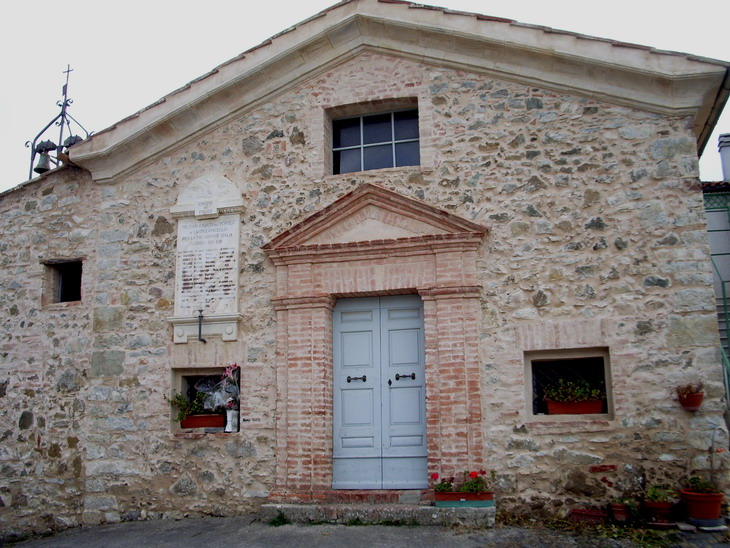
La chiesa del Madonnino a Castiglioncello Bandini

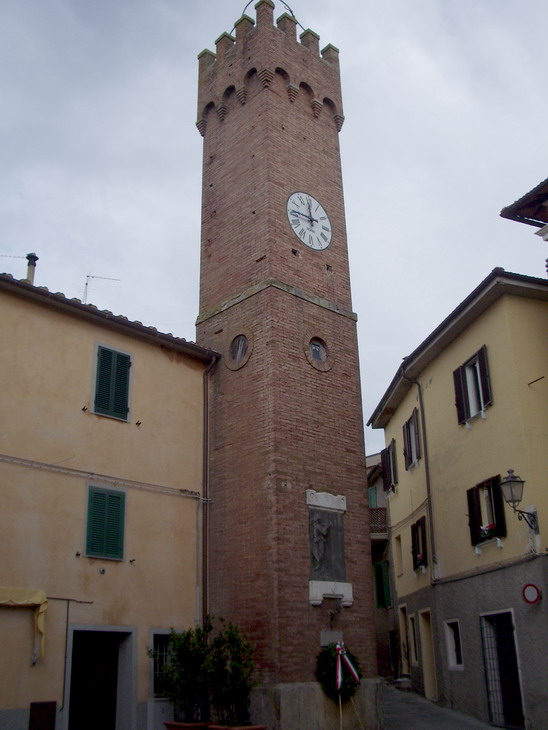
La Torre dell'Orologio di Cinigiano

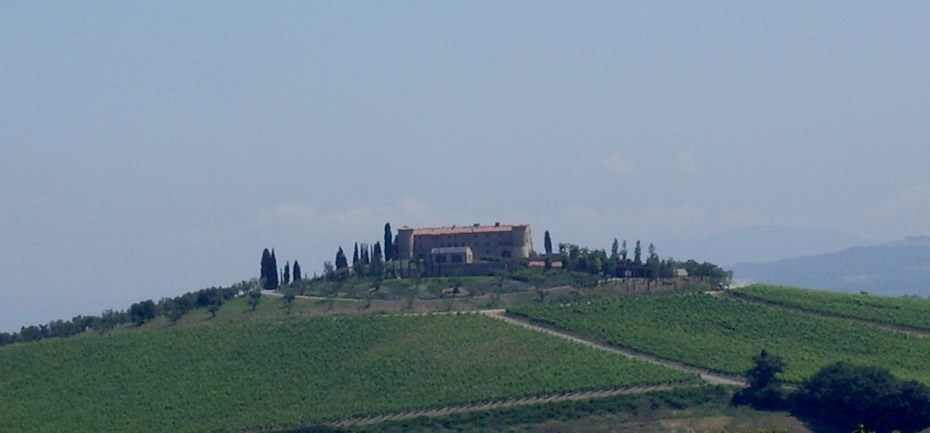
Il Castello di Colle Massari

### Architetture religiose

#### Chiese parrocchiali
- Chiesa di San Michele arcangelo
- Chiesa di San Michele arcangelo a Monticello Amiata
- Chiesa di Santa Margherita a Poggi del Sasso
- Pieve di San Donato a Porrona
- Chiesa di San Michele arcangelo a Sasso d'Ombrone

#### Chiese minori
- Oratorio della Compagnia di San Sebastiano
- Oratorio della Madonna delle Nevi
- Chiesa di Santa Petronilla a Borgo Santa Rita
- Chiesa di San Nicola a Castiglioncello Bandini
- Chiesa del Madonnino a Castiglioncello Bandini
- Oratorio della Compagnia di San Sebastiano a Monticello Amiata
- Chiesa della Madonna delle Grazie a Porrona
- Ex chiesa di Sasso d'Ombrone
- Chiesa di San Benedetto, in località Piantaverna, realizzata tra il 1953 e il 1961 per volere dell'Ente Maremma durante la riforma agraria, su progetto di Carlo Boccianti.[7]
- Pieve di San Martino a Vico, nei pressi del castello di Vicarello

#### Abbazie, conventi e santuari
- Santuario della Madonna di Val di Prata, nei pressi di Monticello Amiata
- Monastero di Siloe, nei dintorni di Poggi del Sasso
- Santuario della Madonna del Soccorso a Sasso d'Ombrone

#### Cappelle
- Cappella di Santa Petronilla, nei pressi di Borgo Santa Rita
- Cappella della Madonna del Lampino nei pressi di Monticello Amiata
- Cappella di Poggi del Sasso a Poggi del Sasso
- Cappella di Santa Marta, presso il castello di Colle Massari
- Cappella di Sant'Antonio abate a Montecucco, nella Tenuta di Montecucco

#### Chiese scomparse
- Chiesa di Santo Stefano: scomparsa
- Chiesa di San Martino, nei dintorni di Cinigiano in località La Pieve: scomparsa
- Pieve di Sant'Ippolito a Martura presso il castello di Colle Massari: scomparsa e sostituita in seguito dalla cappella di Santa Marta
- Chiesa di Santa Maria a Vico: scomparsa
- Pieve di Santa Maria ad Oppiano: scomparsa
- Chiesa di Santa Maria a Colonna: scomparsa
- Chiesa di Santo Stefano a Pignese: scomparsa

### Architetture civili
- Torre dell'Orologio, situata nel centro di Cinigiano, era la torre civica di origini medievali, che venne ristrutturata in epoca ottocentesca imitando la più nota Torre del Mangia di Siena.
- Pozzo di Cinigiano, in ghisa, è situato al centro della piazza su cui si affaccia anche la Torre dell'Orologio e presenta la cisterna interrata parzialmente visibile sotto la pavimentazione stradale.
- Scuola media Michelangelo Buonarroti, riqualificazione in chiave contemporanea di un edificio anni trenta stravolto nel dopoguerra da interventi di scarso valore architettonico, su progetto di Edoardo Milesi[8].
- Cantina di Collemassari, imponente struttura di rilevante interesse artistico-architettonico, realizzata dall'architetto Edoardo Milesi tra il 2000 e il 2005[9].
- Fattoria di Porrona, tipica architettura rurale di epoca rinascimentale, si estende tra la parte centrale del borgo di Porrona e Piazza Tolomei, presentandosi in stile rinascimentale e caratterizzandosi per la presenza di una corte interna con un pozzo monumentale, di un porticato e di una scalinata che conduce ai livelli superiori.
- Pozzo di Porrona, situato al centro della corte interna del Palazzo di Porrona, è provvisto di cisterna interrata.
- Scuola di Porrona, edificio di inizio Novecento con elementi liberty e neoclassici, si trova fuori delle mura, lungo l'erta che conduce al borgo.

### Architetture militari

#### Cinte murarie
- Mura di Monticello Amiata, costituiscono il sistema difensivo della frazione di Monticello Amiata.
- Mura di Porrona, racchiudono il borgo di Porrona.

Inoltre, nella parte più elevata del centro storico di Cinigiano, che gli abitanti chiamano Cassero, si trovano alcuni resti della probabile cerchia muraria medievale quasi del tutto perduta nel corso dei secoli.

#### Castelli e fortificazioni
- Castello di Colle Massari
- Castello di Porrona, nella frazione di Porrona
- Castello di Vicarello
- Castiglion del Torto, nella frazione di Castiglioncello Bandini
- Tenuta di Monte Cucco
- Torre di Scudellano

### Aree archeologiche

#### Scavi archeologici
- Sito archeologico di Santa Marta nei pressi di Poggi del Sasso

### Aree naturali
- Riserva naturale Poggio all'Olmo, si estende sull'omonima vetta montuosa all'estremità sud-orientale del territorio comunale, interessando parzialmente anche il comune di Arcidosso. Vi si può accedere sia dalla frazione di Castiglioncello Bandini che da quella di Monticello Amiata.
- Via della Castagna, itinerario tematico che si articola nei dintorni di Monticello Amiata, con sentieri che si insinuano tra boschi di castagni secolari.
- Via delle Fonti, itinerario tematico che si articola tra le due fonti che permettono l'approvvigionamento della frazione di Monticello Amiata, che sono situate in due luoghi distinti all'esterno del paese.

## Società

### Evoluzione demografica
Abitanti censiti

### Distribuzione degli abitanti
| Frazioni                | Abitanti (2011) | Altitudine |
| ----------------------- | --------------- | ---------- |
| Cinigiano (capoluogo)   | 645             | 324        |
| Monticello Amiata       | 442             | 734        |
| Sasso d'Ombrone         | 314             | 160        |
| Poggi del Sasso         | 98              | 349        |
| Castiglioncello Bandini | 90              | 606        |
| Borgo Santa Rita        | 58              | 102        |
| Porrona                 | 25              | 254        |
| Altre località          | 990             | -          |

### Etnie e minoranze straniere
Secondo i dati ISTAT al 31 dicembre 2009 la popolazione straniera residente era di 432 persone. Le nazionalità maggiormente rappresentate in base alla loro percentuale sul totale della popolazione residente erano:
- Romania, 104 - 3,76%
- Turchia, 63 - 2,28%
- Albania, 44 - 1,59%
- Marocco, 44 - 1,59%
- Germania, 40 - 1,45%
- Polonia, 31 - 1,12%

### Tradizioni e folclore
- Tra settembre e ottobre si svolge la Festa dell'Uva, con una sfilata dei carri allegorici in rappresentanza delle tre contrade in cui è suddiviso il paese.[13]

## Cultura

### Istruzione

#### Biblioteche
La biblioteca comunale di Cinigiano è ospitata all'interno di Palazzo Bruchi. È stata fondata nel 1981 e rinnovata nel 2004.

#### Musei
- Casa museo di Monticello Amiata, situata nella frazione di Monticello Amiata, all'interno del vecchio palazzo comunale, è rimasta intatta dall'inizio del secolo scorso nella sua semplicità e povertà. Articolata in due stanze, custodisce gli oggetti del quotidiano, sapientemente riallocati, come se fossero lì in attesa di un pronto riutilizzo. La cucina, ricca di suppellettili della massaia, essenziale nell'arredo, evidenzia come tutto giri intorno al focolare; della camera da letto, si nota come la piccola stanza sembri enorme per l'assenza di arredi, era necessario solo un letto indicativamente di una piazza e mezzo e un armadio ad uno sportello; il bagno è concentrato nella toilette, posta in un angolo della camera stessa. Il museo si estende anche al piano inferiore, accedendo al quale, si può rivivere l'atmosfera dei vecchi mestieri, tra i quali spiccano gli attrezzi del frantoio, del ciabattino, della mietitura, e l'immancabile stalla con i finimenti dell'asino e dei buoi, animali indispensabili per la vita nei campi.

### Teatro
- Teatro auditorium comunale, in via del Pretorio
- Forum Fondazione Bertarelli, nei pressi di Poggi del Sasso

### Cinema
- Emma sono io (2002): Porrona

## Geografia antropica

### Frazioni
- Borgo Santa Rita, frazione situata all'estremità settentrionale del territorio comunale e raggruppa dei nuclei abitativi rurali sulla strada provinciale che scende dal Monte Amiata verso Paganico, a metà strada tra Cinigiano e Sant'Angelo in Colle.
- Castiglioncello Bandini, insediamento che sorse come castello per il controllo della parte orientale del territorio comunale di Cinigiano, ai piedi della Riserva naturale Poggio all'Olmo. Si sviluppò in epoca medievale e fu in possesso della famiglia Aldobrandeschi.
- Monticello Amiata, antico centro medievale che si trova lungo la strada che conduce verso il Monte Amiata, alle porte della Riserva naturale Poggio all'Olmo. Geograficamente, si trova in un'area di alta collina che segna il definitivo passaggio dalla Valle dell'Ombrone al massiccio del Monte Amiata.
- Poggi del Sasso, frazione che raggruppa vari nuclei abitativi di origine rurale, essendo la zona dedita da secoli all'agricoltura e in particolar modo alla coltivazione di viti e olivi. Oltre a Poggi del Sasso sono presenti i seguenti borghi: Cosole, Tribolone, Pergola, Cava, Volpaio, Montecucco e Vicarello. Il territorio si sviluppa su un altopiano al limitare del territorio comunale a sud di Sasso d'Ombrone e confinante con Paganico e Campagnatico. Il centro storico del paese, da cui prende il nome la frazione, sorge su probabili insediamenti medievali, come avamposto del Castello della Corte del Sasso di Maremma. Nella frazione è nata la DOCG Montecucco, il moderno Monastero di Siloe, ha sede la Fondazione Bertarelli e vi si svolge l'Amiata Piano Festival nel moderno Forum Bertarelli.
- Porrona, località che sorse in epoca medievale e divenne luogo di residenza di alcune famiglie nobili senesi, quali i Tolomei e i Piccolomini. Il borgo e le sue strutture fortificate subirono gravi danni nel 1377 durante un assedio condotto da milizie mercenarie.
- Sasso d'Ombrone, località nota in epoca medievale con la denominazione di Sasso di Maremma, sorse in un punto strategico in corrispondenza di un antico attraversamento sul fiume Ombrone. Originariamente era controllato dagli Aldobrandeschi che vi costruirono nella parte sommitale un castello oramai scomparso, di cui restano solo alcuni ruderi sulla vetta della collina. In seguito passò agli Ardengheschi, e successivamente, passò sotto il controllo di Siena, che lo cedette prima allo Spedale di Santa Maria della Scala e infine alla famiglia dei Buonsignori.

Sono da ricordare le località di Capanne Ricci, Colle Massari, Piantaverna, La Cava, Le Cosole, Tribolone, Vicarello, Villa e Volpaio.

## Economia
Il comune ha vocazione prettamente agricola, è inoltre sviluppato il settore vinicolo ("Montecucco DOCG"), per il quale è stata creata una "strada del vino".

## Amministrazione

### Sindaci
| Periodo        | Periodo        | Primo cittadino | Partito                                         | Carica  | Note |
| -------------- | -------------- | --------------- | ----------------------------------------------- | ------- | ---- |
| 1985           | 1995           | Moreno Canuti   | PCI-PDS                                         | Sindaco |      |
| 23 aprile 1995 | 13 giugno 1999 | Giorgio Galassi | centrosinistra                                  | Sindaco |      |
| 13 giugno 1999 | 7 giugno 2009  | Marzio Scheggi  | DS-centrosinistra                               | Sindaco |      |
| 7 giugno 2009  | 26 maggio 2014 | Silvana Totti   | centrosinistra                                  | Sindaco |      |
| 26 maggio 2014 | 8 giugno 2024  | Romina Sani     | lista civica Futuro Cinigiano - Oltre Cinigiano | Sindaco |      |
| 9 giugno 2024  | in carica      | Luciano Monaci  | lista civica Abitare Insieme                    | Sindaco |      |